# IM the Supervisor
IM the Supervisor је пети студијски албум израелског психоделичног тренс дуа Infected Mushroom. Објављен је 10. септембар 2004 године. На овом албуму група се враћа тренс стилу који је доминирао на првим албумима, али са углађенијим звуком. Албум је продат у преко 80.000 примјерака и сврстао је Infected Mushroom међу водеће и најбоље тренс групе на свијету. По објављивању албума и два сингла (Cities of the Future и Stretched) Infected Mushroom је заузео 26 мјесто на листи аутора магазина DJmag (један од најцјењенијих британских електронских музичких магазина ). Пјесме IM the Supervisor и Cities of the Future постале су популарне у клубовима широм Израела. 
У интервјуу из 2004. године, Infected Mushroom су објаснили да су стихови песме „IM the Supervisor“ (Ја сам супервизор, дај ми број таксија) засновани на покушају бенда да позове такси у немачком хотелу и Дувдеванијевој расправи са са запослеником. Због језичке баријере она није могла да разумије његово питање: „Могу ли да добијем број таксија?“ Као резултат тога, Дувдевани је тражио да позове супервизора, на шта је стигао одговор: „Ја сам супервизор!“. 

## Списак пјесама
1. IM the Supervisor — 8:34
2. Ratio Shmatio — 6:29
3. Muse Breaks RMX — 7:09
4. Meduzz — 6:42
5. Cities of the Future — 6:59
6. Horus the Chorus — 7:39
7. Frog Machine — 6:10
8. Noon — 6:07
9. Bombat — 8:17
10. Stretched — 7:22